# Fitofarmacología
La Fitofarmacología fue inventada por el científico ruso David Israel Macht en la década de 1930. El término ha cambiado desde su significado para convertirse en un campo establecido de la investigación farmacéutica, donde las sustancias activas provienen de las plantas. Hay por lo menos un diario establecido, la Phytomedicine: International Journal of Phytotherapy & Phytopharmacology. Las ventajas de la búsqueda de medicamentos a partir de plantas se debe tanto a los millones de años de coevolución entre plantas y animales, lo que ha llevado a las interacciones entre sus constituyentes químicos en desarrollo, y la naturaleza de la enzima que conduce a la síntesis e impulsado  puros quirales moleculares cuyas reacciones en el cuerpo de un mamífero puede ser muy específica.
Muchas preparaciones farmacológicas actualmente en uso, se derivan de la base de origen natural de la planta. Digoxina y la aspirina son dos de las primeras preparaciones vegetales  disponibles comercialmente.

## Lecturas
- Thomas S.C. Li, Medicinal Plants: Culture, Utilization and Phytopharmacology, (CRC Press, 2000).
- van Wyk & Wink, Medicinal Plants of the World, (Timber Press, ISBN 0-88192-602-7)
- Kokate C.K et al., Pharmacognosy, (NIRALI PRAKASHAN, PUNE)